# カドー・パリッシュ (戦車揚陸艦)
カドー・パリッシュ (USS Caddo Parish, LST-515) は、アメリカ海軍の戦車揚陸艦。LST-491級戦車揚陸艦の1隻。艦名はルイジアナ州のカドー郡に因む。

## 艦歴
LST-515は1943年9月3日にイリノイ州セネカのシカゴ・ブリッジ・アンド・アイアン・カンパニーで起工した。1943年12月31日にレベッカ・ブラウンによって進水、1944年1月28日に就役した。
第二次世界大戦の間、LST-515はヨーロッパ戦線に配備され1944年6月にはノルマンディー上陸作戦に参加した。戦後は極東に配備され1952年11月中旬まで占領任務に従事する。その後は大西洋艦隊に所属し任務に従事した。
アメリカに帰還すると1955年7月1日にカドー・パリッシュと命名された。カドー・パリッシュは1955年10月20日に退役したが1963年8月2日に再就役し、ベトナムに配備された。ベトナムでの活動の後、1969年11月26日に総合援助計画に従いフィリピン海軍に移管、バターン (RPS Bataan, LT-85) と命名された。その後の消息は不明。
LST-515は第二次世界大戦の戦功で1個、ベトナム戦争の戦功で9個の従軍星章と海軍殊勲部隊章、功績部隊賞状を受章した。

## 参照
- この記事はアメリカ合衆国政府の著作物であるDictionary of American Naval Fighting Shipsに由来する文章を含んでいます。
- “LST-515”. Dictionary of American Naval Fighting Ships. 2007年4月7日閲覧。
- “LST-515 Caddo Parish”. Amphibious Photo Archive. 2007年4月7日閲覧。
- “Exercise Tiger”. Naval Historical Center. 2009年3月14日閲覧。

## 関連項目

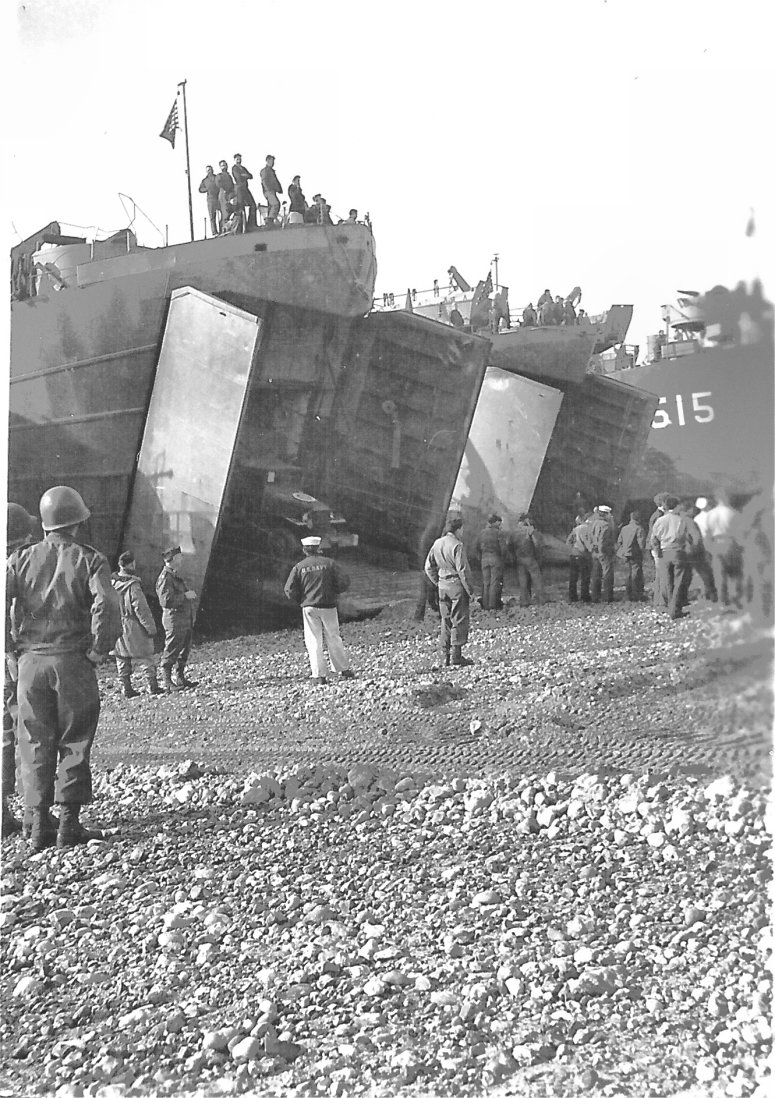
LST-515、LST-54と艦番号不明の艦、撮影場所と日時は不明。LST-54はトラックを上陸させている。